# Сакко, Альберт
А́льберт «Эл» Са́кко (англ. Albert 'Al' Sacco, Jr.; род. 1949) — астронавт США. Совершил один космический полёт на шаттле: STS-73 (1995, «Колумбия»), учёный.

## Личные данные и образование
Альберт Сакко родился 3 мая 1949 года в городе Бостон, штат Массачусетс. В 1968 году окончил среднюю школу в городе Бэлмонт. В 1973 году получил степень бакалавра в области химического машиностроения в Северо-Восточном университете в городе Бостон, штат Массачусетс. В 1977 году получил степень доктора наук в области химического машиностроения в Массачусетском технологическом институте в городе Кембридж, штат Массачусетс.
Женился на Теран Ли Гарднер, Массачусетс, в ноябре 1971 года. У них четверо детей. Он любит бег, чтение, прогулки, является страстным аквалангистом и сертифицированным инструктором подводного плавания. Его мать, Сара Кэтлин, и его отец, Альберт, старший, проживают в Бэлмонте, штат Массачусетс. Её мать, Мэриан, и отец, Карл, проживают в городе Гилфорд, штат Нью-Гэмпшир.

## До НАСА
С 1977 года профессор Сакко работал на факультете химических технологий в Политехническом институте в Вустере. Он преподаёт и занимается научными исследованиями. В июле 1989 года он был назначен деканом факультета. Он консультировал многочисленных компании в области катализа, контактов твёрдых и газообразных тел и проектирования оборудования для космической техники. Кроме того, вместе со своим отцом, Алом, и братом, Бернардом, в течение более 20 лет имеет семейный бизнес — ресторан в Бостоне.

## Подготовка к космическим полётам
6 августа 1990 года был назван одним из четверых кандидатов для участия в полёте лаборатории «Спейслэб» по программе «Американская микрогравитационная лаборатория-1». 2 мая 1991 года был назначен дублером специалиста по полезной нагрузке в экипаже шаттла «Колумбия» STS-50. 20 июня 1994 года был официально объявлен основным специалистом по полезной нагрузке и включен в экипаж шаттла «Колумбия» STS-73 по программе USML-2.

## Полёты в космос
- Первый полёт — STS-73[3], шаттл «Колумбия». C 20 октября по 5 ноября 1995 года в качестве «специалиста по полезной нагрузке». Второй полёт микрогравитационной лаборатории Спейслэб в качестве полезной нагрузки — совместные усилия правительства США, Университетов и промышленности по изучению почти «невесомости». Некоторые из экспериментов на USML-2 были предложены по результатам первого полёта лаборатории на «Колумбии» в 1992 году во время STS-50. Полёт USML-1 дал новое понимание теоретических моделей физики жидкостей, роль гравитации при горении и распространении пламени, и, как гравитация влияет на формирование полупроводниковых кристаллов. Данные, собранные из нескольких белковых кристаллов, выращенных на USML-1 позволило ученым определить молекулярные структуры этих белков. Продолжительность полёта составила 15 суток 21 час 53 минуты[4].

Общая продолжительность полётов в космос — 15 суток 21 час 53 минуты.

## После полётов
В настоящее время Сакко является профессором и деканом химико-технологического факультета в Политехническом институте в Вустере. Доктор наук Сакко имеет более 70 публикаций (в том числе отдельные главы в книгах других авторов) в области изучения углеродных нитей, их роста, по дезактивации катализаторов и синтезу цеолита.

## Награды и премии
Награждён: Медаль «За космический полёт» (1995) и другие.